# Chilenius spinicollis
Chilenius spinicollis is een keversoort uit de familie boorkevers (Bostrichidae). De wetenschappelijke naam van de soort is voor het eerst geldig gepubliceerd in 1861 door Fairmaire & Germain.
De soort is endemisch in Chili.